# 톰 오브 핀란드
《톰 오브 핀란드》(Tom of Finland)는 핀란드에서 제작된 도메 카루코스키 감독의 2017년 드라마 영화이다. 페카 스트랭 등이 주연으로 출연하였고 알렉시 바르디 등이 제작에 참여하였다.
톰 오브 핀란드는 2017년 1월 27일 예테보리 영화제에서 초연되었고 2017년 2월 24일 핀란드 영화관에 개봉되었다.

## 출연

### 주연
- 페카 스트랭
- 제시카 그레보스키
- 로리 틸카넨

### 조연
- 수마스 F. 사전트
- 제이콥 오프테브로
- 베르너 다엔
- 카리 히타라티
- 니클라스 호그너
- 지미 쇼

## 기타
- 공동제작: 건너 카를손
- 공동제작: 미리암 노르가드
- 라인프로듀서: 파울리 펜티
- 미술: 크리스티안 올랜더
- 세트: 크리스토프 메르그
- 의상: 애너 빌프푸넨
- 배역: 수즈 마르쿠아트
- 배역: 피아 페소넨